# Incidente Afortunado
El Incidente Afortunado (o Vaka-i Hayriye en turco) fue la disolución obligatoria de los jenízaros por orden del sultán otomano Mahmut II en junio de 1826.

## Preludio
El cuerpo de jenízaros había sido una fuerza militar de elite dentro del ejército del Imperio otomano desde mediados del siglo XV, y así se había mantenido a lo largo del siglo XVI, sosteniendo los triunfos militares otomanos de manera decisiva a lo largo de sus guerras contra España, la Casa de Habsburgo y el Imperio safávida. Fue fundado en 1330 y era un ejército permanente un siglo antes de su creación en Francia por Carlos VII, lo que los hacía en su tiempo tan poderosos y permitía esas victorias y la expansión del imperio. También eran la guardia personal de los sultanes. No obstante, al empezar el siglo XVII la eficacia militar de los jenízaros disminuyó a la par que aumentaban sus ambiciones políticas. Dedicados al comercio, y a la intriga política, perdieron gran parte de su efectividad y prestigio.
Desde mediados del siglo XVII los jenízaros habían dejado de ser una tropa de élite para degenerar en una casta militar ineficiente en combate pero dotada de grandes riquezas e influencia política, lo bastante poderosa para imponer condiciones al propio sultán o intrigar con los visires en cuanto a la designación de sucesores al trono otomano desde sus cuarteles generales en Estambul. No obstante, a pesar de esta decadencia, los jenízaros aún tenían fuerza militar suficiente para imponer su poder a los soberanos otomanos, impidiendo así todo intento de reforma militar y exigiendo privilegios y riquezas, a imitación de lo ocurrido siglos antes con la Guardia Pretoriana del Imperio romano o los streltsy del antiguo Imperio ruso. Para inicios del siglo XIX los jenízaros sumaban cerca de 135 000 hombres en todo el imperio, la mayoría de los cuales ni siquiera eran soldados en activo sino simples civiles adheridos a esta tropa en funciones administrativas.

## El acontecimiento
En 1826, tras la humillante derrota en la guerra de independencia de Grecia, el sultán Mahmut II emitió un edicto informando que se estaba constituyendo un nuevo ejército, llamado Nizam-ı Cedid, organizado y entrenado con técnicas europeas, y basado en reclutas de etnia turca. Parece ser que la intención de Mahmut II era provocar una sublevación de los jenízaros, que jamás aceptarían la formación de una nueva tropa de élite.
La fecha de publicación del edicto fue el 11 de junio de 1826, siendo recibido con gran oposición de los jenízaros. Tal como Mahmut II y sus ministros habían previsto, las tropas de jenízaros de Estambul, las principales del Imperio otomano, se sublevaron en las calles de la capital, siendo reducidas por tropas de caballería sipahi. Las tropas leales al gobierno, mejor armadas y entrenadas, debelaron la revuelta de los jenízaros y bombardearon sus cuarteles con nutrido fuego de artillería moderna, matando a cerca de 4000 jenízaros rebeldes tras tres días de lucha. Otros miles más fueron masacrados por las tropas del Nizam-ı Cedid en las calles.
El 16 de junio, tras exterminar a los últimos jefes jenízaros, el sultán ordenó la expropiación de los bienes de los jenízaros y disolvió oficialmente este cuerpo, privando a sus miembros de todo rango y equipo militar, y exiliando a los sobrevivientes a provincias lejanas del imperio. Gran cantidad de jenízaros lograron sobrevivir a la revuelta, escondidos de las autoridades y migrando discretamente a otros oficios.

## Consecuencias
Aunque a corto plazo no se pudieron evitar otras derrotas militares, el sultán pudo aun así cumplir gracias a ello desde entonces su objetivo reformador en el terreno militar, administrativo, político, legislativo y hasta cultural (se introdujo la moda occidental). De esta manera, a su muerte, que ocurrió en 1839, Mahmut II dejaba sentadas las bases de la Tanzimat, el período de renovación en el seno del imperio, y que se extendería hasta 1876, la cual llevaría al Imperio otomano hacia la línea del mundo occidental.